# شون ويست
شون ويست (بالإنجليزية: Sean West)‏ هو لاعب كرة قاعدة أمريكي، ولد في 15 يونيو 1986 في هيوستن في الولايات المتحدة.

## وصلات خارجية
- شون ويست على موقع دوري كرة القاعدة الرئيسي (الإنجليزية)
- شون ويست على موقعبيزبول رفرنس.كوم (الدوري الرئيسي) (الإنجليزية)
- شون ويست على موقعبيزبول رفرنس.كوم (الدوري الثانوي) (الإنجليزية)
- شون ويست على موقع إي إس بي إن.كوم (أم.أل.بي) (الإنجليزية)
- شون ويست على موقع مشجعي الرسوم البيانية (الإنجليزية)